# Дублянська Галина Миколаївна
Гали́на Микола́ївна Дубля́нська (нар. 4 грудня 1941, Стара Русса) — російський і український карстознавець; доктор геолого-мінералогічних наук з 1994 року. Дружина карстознавця Віктора Дублянського.

## Біографія
Народилася 4 грудня 1941 року в місті Старій Руссі (нині Новгородська область, Росія). 1965 року закінчила Пермський державний університет.
Після здобуття фахової освіти, з 1965 року, працювала у Пермському університеті; у 1974—1982 роках — в Інституті охорони навколишнього середовища у вугільній промисловості Міністерства вугільної промисловості СРСР у Пермі; у 1982—1985 роках — в Інституті мінеральних ресурсів Міністерства геології УРСР у Сімферополі; у 1987—1996 роках — у Кримському інституті природоохоронного будівництва. З 1997 року — професор кафедри динамічної геології та гідрогеології Пермського університету.

## Наукова діяльність
Досліджувала карстові області України та Російської Федерації. Відкрила понад 100 карстових печер, очолювала низку спелеологічних експедицій. Праці присвячені геології, гідрогеології, інженерній геології та картографуванню карсту, проблемам екології. Обґрунтувала основні положення охорони природи у вугільній промисловості, особливості теорії парагенезису карсту й підтоплення, зокрема на території України. Серед робіт (усі у співавторстві з Віктором Дублянським):
- Картографирование, районирование и инженерно-геологическая оценка закарстованных территорий. Новосибирск, 1992;
- Карстовая республика. Симферополь, 1996;
- Теоретические основы изучения парагенезиса карст-подтопление. Пермь, 1998;
- Подземные пространства (происхождение, классификация, использование). Екатеринбург, 2001;
- Карст мира. Пермь, 2007.